# Guldrupe församling
Guldrupe församling var en församling. Församlingen uppgick 2006 i Vänge församling.
Församlingskyrka var Guldrupe kyrka.

## Administrativ historik
Församlingen har medeltida ursprung. 
Församlingen var under medeltiden annexförsamling i pastoratet Vänge, Guldrupe och Viklau, för att därefter till 1943 vara annexförsamling i pastoratet Vänge, Buttle och Guldrupe. Från 1943 till 2006 var den annexförsamling i pastoratet Vänge, Buttle, Guldrupe, Sjonhem och Viklau som 1962 utökades med Halla församling. År 2006 uppgick denna församling i Vänge församling tillsammans med övriga församlingar i pastoratet.
Församlingskod var 098041.